# クラウディオ・バラガン
クラウディオ・バラガン・エスコバル（Claudio Barragán Escobar、1964年4月10日 - ）は、スペイン・バレンシア州マニゼス出身の元サッカー選手、サッカー指導者。ポジションはFW。元スペイン代表。

## 選手経歴

### クラブ
1980-81シーズン、当時セグンダ・ディビシオンに所属していたレバンテUDでプロデビュー。1984年12月に移籍したエルチェCFで頭角を表すと、1991年にデポルティーボ・ラ・コルーニャに加入した。翌年に加入したブラジル代表FWべベットとコンビを組み、スーペルデポルと呼ばれたチームにおいてFWのレギュラー選手として活躍した。1994-95シーズン、チームはコパ・デル・レイを獲得したが、バラガンはリーグ戦15試合の出場にとどまったため、同シーズン終了後にクラブを退団した。
1995年、UDサラマンカに加入し、1995-96シーズンに11得点を記録するが、サラマンカはセグンダ・ディビシオンに降格したため、1996年に古巣エルチェCFに復帰した。2000年、35歳で現役を引退した。

### 代表
1992年10月14日、1994 FIFAワールドカップ・予選の北アイルランド代表戦でスペイン代表デビューを果たした。A代表通算6試合0得点。

## 指導者経歴
現役引退後、すぐにエルチェCFのアシスタントコーチに就任して指導者としての経験を積み、2008-09シーズンからエルチェのトップチームの指揮にあたった。2010-11シーズンの途中からSDポンフェラディーナの監督に招聘されると、翌シーズンにチームをセグンダ・ディビシオン昇格へと導いた。2013-14シーズン終了後、ポンフェラディーナを契約満了で退任した。
2014-15シーズン、途中就任でカディスCFの監督に就任すると、セグンダ・ディビシオンB優勝を果たすが、昇格プレーオフに敗れてセグンダ昇格とはならなかった。その後はCDミランデスやレクレアティーボ・ウェルバの指揮をとるが、いずれも解任に終わっている。

## タイトル

### クラブ
デポルティーボ・ラ・コルーニャ
- コパ・デル・レイ : 1回 (1994-95)

### 監督
カディスCF
- セグンダ・ディビシオンB : 1回 (2014-15)